# Phyllognathopus chappuisi
Phyllognathopus chappuisi is een eenoogkreeftjessoort uit de familie van de Phyllognathopodidae. De wetenschappelijke naam van de soort is voor het eerst geldig gepubliceerd in 1924 door Delachaux.